# 1985年のラジオ (日本)
1985年のラジオ (日本)では、1985年の日本のラジオ番組、その他ラジオ界の動向について記す。

## 主な番組関連の出来事
- 4月7日 - NHK教育テレビで放送されている『N響アワー』が、この日からのテレビの再放送の時間帯のみに於いて、NHK-FMでステレオでの同時放送を開始[注 1][1]。

## 開局
- 4月1日
  - エフエム秋田
  - 富山エフエム放送
- 6月1日 - 三重エフエム放送
- 10月1日
  - エフエム岩手
  - エフエム群馬
- 11月1日 - エフエム中九州（現：エフエム熊本）
- 12月1日 - エフエム山口
- 12月20日 - 横浜エフエム放送

## 特別番組

### 7月放送
- 13日 - 14日
  - THE 地球CONCERT LIVE AID（ニッポン放送）[2][3]

## 開始番組

### 1985年1月放送開始
ニッポン放送
- 1日 - おねがい!チェッカーズ
- 5日 - 有希子・章子・麻里 夜遊びしナイト[4]

エフエム東京
- 5日 - 拓郎のフォーエバーヤング

### 1985年3月放送開始
エフエム秋田
- 開始日不明
  - MIDNIGHT SOUND TRIP
  - JOPUモーニング秋田
  - ティータイム倶楽部
  - 黒崎昭二のシャンソンをあなたに

### 1985年4月放送開始
NHKラジオ第1放送
- 1日 - 新・ラジオ歌謡
- 3日 - はつらつスタジオ505
- 7日 - ビジネスインタビュー

NHKラジオ第2放送
- 5日 - 外国語への招待 - ことばと文化
- 6日 - はなしことば講座

NHK-FM放送
- 1日
  - ミュージックダイアリー
  - マイクラシック
  - 朝のミュージックライフ
  - 世界の民族音楽
  - 邦楽のひととき
  - 音の風景
  - FMワイド歌謡曲
  - クラシックギャラリー
  - 午後のサウンド
  - クラシックコンサート
  - 公園通り21
  - ワールド・ポップス
  - アドベンチャーロード
  - カフェテラスのふたり
- 6日
  - 海外クラシックコンサート
  - ウィークエンドライブスペシャル
  - FMシンフォニーコンサート
  - FMシアター
- 7日
  - N響アワー
  - サンデーリクエストアワー
  - ゴールデンジャズ&ポップス

山形放送
- 開始日不明 - ダイハツドライビングミュージック

TBSラジオ
- 6日 - 毒蝮三太夫の土曜ワイド商売繁盛
- 8日
  - 鈴木くんのこんがりトースト[5]
  - スーパーワイドぴいぷる[5]
- 13日 - 青春トライアングル

文化放送
- 1日 - ぱぱらナイト
- 開始日不明 - DJステーション

ニッポン放送
- 3日 - 小峯隆生のオールナイトニッポン
- 5日 - 中村あゆみのオールナイトニッポン
- 7日
  - 松本典子 ひみつのエアメール[4]
  - 青春ファンタジア 菊池桃子 あなたと星の上で[4]
- 8日
  - 高嶋ひでたけのお早よう!中年探偵団[5]
  - 由貴とキッチュの夜にもふかしぎ[4]
- 13日 - くず哲也のほいきた!土曜日一番のり
- 26日 - サンプラザ中野のオールナイトニッポン

エフエム東京
- 3日 - 真夜中のサウンド・レター
- 開始日不明
  - 星のショットグラス
  - ANA Sound Take Off

エフエムとやま
- 7日 - ミュージック10
- 開始日不明 - 伊藤敏博のコーク・サウンド・シャッフル

エフエム三重
- 開始日不明
  - FMマガジン
  - ロッキンステーション
  - スクールインフォメーション

KBS京都
- 1日 - 一夕二聴なつメロ大全集

朝日放送
- 13日 - 今夜もHOT'N HOT

ラジオ大阪
- 1日 - 月亭八方のこれも何かのご縁です
- 開始日不明 - おっと!モモンガ

山陽放送
- 6日 - 井上いつのりの男と女のI LOVE 湯

西日本放送
- 1日
  - さわやかラジオ おはよううねやん!!です
  - ふれあいスタジオ ひるは夢色 ラジオ色
  - 日産バージョン・アップサウンド
- 6日
  - 土曜モーニングダイヤル
  - 土曜わくわくBOX
- 20日 - そんなわけ・ね〜だろ!

熊本放送
- 1日 - こちら九州ラジオ村

琉球放送
- 8日 - ラジオジャック

エフエム沖縄
- 1日 - ハッピーアイランド
- 3日 - For PM

ラジオたんぱ
- 1日 - おはようパンたオジら!
- 開始日不明 - はしゃいで○○大放送

JFNC
- 1日 - ポップ・ナウ!
- 開始日不明 - FMナイトフィーバー

### 1985年7月放送開始
エフエム東京
- 4日 - YAMAHA MIDI & POPS

### 1985年10月放送開始
NHK-FM
- 7日 - ミュージックカレンダー

STVラジオ
- 開始日不明 - ザ・リクエスト

エフエム岩手
- 開始日不明 - 朝のペパーミントタイム

TBSラジオ
- 7日
  - 渡辺美里のスーパーギャング
  - SURF&SNOW
- 12日 - ジェミニ・ミュージックパートナー ときめいて美奈子[4]

文化放送
- 7日 - 電リクワイド ザ・テレジオ

ニッポン放送
- 7日 - 鶴光の代打逆転サヨナラ満塁ホームラン 花とおじさん
- 12日
  - 中山美穂 ちょっとだけええかっこC[4]
  - 南野陽子 落書きだらけのクロッキーブック[4]
  - ABブラザーズのオールナイトニッポン
- 15日 - とんねるずのオールナイトニッポン
- 開始日不明
  - 島田紳助のおっと危ない!東京ばくだん小僧
  - 斉藤由貴 みえますか? 青春・輝き色
  - 小泉今日子 おきょんな夜だから[4]

エフエム東京
- 6日 - 松任谷由実 サウンドアドベンチャー

エフエム群馬
- 開始日不明 - カリフォルニア ウインド

東海ラジオ
- 12日 - 森川美穂の青春放送局

KBS京都
- 開始日不明 - 鈴木邦男の家内安全

朝日放送
- 7日 - 聞けば効くほどやしきたかじん

RKB毎日放送
- 6日 - ラブリーナイト[4]
- 開始日不明 - 中村もときのおはようRKB[5]

JFNC
- 7日 - ランチタイムミュージック

綜合放送
- 開始日不明 - カモンレッツゴー

### 1985年11月放送開始
ニッポン放送
- 4日 - おニャン子のアブない夜だよ[4]

ラジオ日本
- 4日 - 恋するスタジオ ザ・ポップ

エフエム中九州
- 開始日不明
  - This Morning
  - ウィークエンド ジャーナル

### 1985年12月放送開始
エフエム山口
- 1日 - FM MUSIC SALAD
- 開始日不明 - コットンクラブ

エフエム横浜
- 20日 - ロマンシングT・T
- 開始日不明
  - アメリカンヒットパレード
  - I LOVE YOKOHAMA

### 開始日不明
山陽放送
- 日産ウィークエンドジョッキー

民放AM各局
- 藤本義一"聞きすて御免"
- 岩崎良美・キラリ青春[4]

エフエム仙台
- とび出せ高校生諸君!

## 終了番組

### 1985年10月放送終了
HBCラジオ
- 終了日不明 - ダイナミックサタデー

ニッポン放送
- 6日 - 笑福亭鶴光のオールナイトニッポン